# Geophis nigroalbus
Espèce
Geophis nigroalbus  est une espèce de serpents de la famille des Dipsadidae.

## Répartition
Cette espèce est endémique de Colombie. Elle se rencontre dans les départements d'Antioquia, de Santander et de Valle del Cauca, entre 900 et 1 700 m d'altitude.

## Description
L'holotype de Geophis nigroalbus, un juvénile, mesure 135 mm dont 25 mm pour la queue. Cette espèce a la face dorsale noirâtre et la face ventrale blanche.

## Étymologie
Son nom d'espèce, du latin nigro, « noir », et albus, « blanc », lui a été donné en référence de sa livrée.

## Publication originale
- Boulenger, 1908 : Descriptions of new Batrachians and Reptiles discovered by Mr. M. G. Palmer in South-western Colombia. Annals and Magazine of Natural History, sér. 8, vol. 2, no 12, p. 515-522 (texte intégral).